# Formy prawne w Polsce
Formy prawne w Polsce – rodzaje bytu prawnego, jaki przybierają podmioty gospodarki narodowej, wynikające z przepisów prawnych określających status prawny i zasady funkcjonowania tych podmiotów.

## Formy prawne podmiotów gospodarki narodowej w Polsce
- Podstawowa forma prawna[2][1]:
  - osoba prawna (kod 1),
  - jednostka organizacyjna niemająca osobowości prawnej (kod 2),
  - osoba fizyczna prowadząca działalność gospodarczą (kod 9).

- Szczególna forma prawna[1][2]:
  - spółki cywilne prowadzące działalność na podstawie umowy zawartej zgodnie z Kodeksem cywilnym (kod 019),
  - spółki przewidziane w przepisach innych ustaw niż Kodeks spółek handlowych i Kodeks cywilny lub formy prawne, do których stosuje się przepisy o spółkach (kod 023),
    - spółki wodne
    - związki wałowe
    - związki spółek wodnych albo związków wałowych,
    - spółki dla zagospodarowania wspólnot gruntowych

  - uczelnie (kod 044),
  - federacje uczelni,
  - fundusze (kod 049),
    - fundusze emerytalne
    - fundusze inwestycyjne

  - Kościół Katolicki (kod 050),
  - pozostałe kościoły albo związki wyznaniowe (kod 051),
  - europejskie ugrupowanie współpracy terytorialnej (kod 053),
  - stowarzyszenia niewpisane do KRS (kod 055),
    - stowarzyszenia zwykłe,
    - kluby sportowe w formie stowarzyszeń, których statuty nie przewidują prowadzenia działalności gospodarczej,

  - organizacje społeczne oddzielnie niewymienione niewpisane do KRS (kod 060),
    - koła łowieckie
    - koła gospodyń wiejskich
    - Polski Związek Łowiecki
    - Polski Czerwony Krzyż

  - partie polityczne (kod 070),
  - samorządy gospodarcze i zawodowe niewpisane do KRS (kod 076),
    - Polska Izba Ubezpieczeń
    - Krajowa Rada Spółdzielcza
    - samorządy zawodów zaufania publicznego,

  - fundacje rodzinne,
  - przedstawicielstwa zagraniczne (kod 080),
  - wspólnoty mieszkaniowe (kod 085),
  - biura poselskie, senatorskie i posłów do Parlamentu Europejskiego,
  - kancelarie komornicze,
  - gospodarstwa rolne rolników indywidualnych,
  - osoby fizyczne prowadzące działalność gospodarczą (kod 099),
  - europejskie zgrupowania interesów gospodarczych (kod 114),
  - spółki akcyjne (kod 116),
  - proste spółki akcyjne
  - spółki z ograniczoną odpowiedzialnością (kod 117),
  - spółki jawne (kod 118),
  - spółki partnerskie (kod 115),
  - spółki komandytowe (kod 120),
  - spółki komandytowo-akcyjne (kod 121),
  - spółki europejskie (kod 122),
  - przedsiębiorstwa państwowe (kod 124),
  - towarzystwa ubezpieczeń wzajemnych (kod 126),
  - instytucje gospodarki budżetowej (kod 132),
  - związki zawodowe rolników indywidualnych (kod 133),
  - towarzystwa reasekuracji wzajemnej (kod 134),
  - główne oddziały zagranicznych zakładów reasekuracji (kod 135),
  - główne oddziały zagranicznych zakładów ubezpieczeń (kod 136),
  - ogólnokrajowe zrzeszenia międzybranżowe (kod 137),
  - ogólnokrajowe związki międzybranżowe (kod 138),
  - spółdzielnie (kod 140),
  - spółdzielnie europejskie (kod 142),
  - związki rolników, kółek i organizacji rolniczych (kod 143),
  - związki rolniczych zrzeszeń branżowych (kod 145),
  - samodzielne publiczne zakłady opieki zdrowotnej (kod 146),
  - cechy rzemieślnicze (kod 147),
  - fundacje (kod 148),
  - izby rzemieślnicze (kod 152),
  - Związek Rzemiosła Polskiego (kod 154),
  - stowarzyszenia (kod 155),
  - związki stowarzyszeń (kod 156),
  - związki sportowe (kod 158),
  - polskie związki sportowe (kod 159),
  - inne organizacje społeczne lub zawodowe (kod 160),
  - kolumny transportu sanitarnego (kod 161),
  - stowarzyszenia kultury fizycznej o zasięgu ogólnokrajowym (kod 162),
  - zrzeszenia handlu i usług (kod 163),
  - zrzeszenia transportu (kod 164),
  - instytuty badawcze (kod 165),
  - jednostki badawczo-rozwojowe (kod 141),
  - ogólnokrajowe reprezentacje zrzeszeń handlu i usług (kod 166),
  - ogólnokrajowe reprezentacje zrzeszeń transportu (kod 167),
  - inne organizacje podmiotów gospodarczych (kod 168),
  - izby gospodarcze (kod 169),
  - przedsiębiorstwa zagraniczne (kod 171),
  - związki zawodowe (kod 172),
  - związki pracodawców (kod 174),
  - federacje/konfederacje związków pracodawców (kod 175),
  - kółka rolnicze (kod 177),
  - rolnicze zrzeszenia branżowe (kod 178),
  - oddziały zagranicznych przedsiębiorców (kod 179),
  - spółdzielcze kasy oszczędnościowo-kredytowe (kod 180),
  - stowarzyszenia ogrodowe (kod 181),
  - związki stowarzyszeń ogrodowych (kod 182),
  - jednostki terenowe stowarzyszeń posiadające osobowość prawną (kod 183),
  - jednostki organizacyjne związków zawodowych posiadające osobowość prawną (kod 184)
  - przedszkola publiczne (kod 381),
  - przedszkola niepubliczne (kod 382),
  - publiczne szkoły podstawowe (kod 383),
  - publiczne gimnazja (kod 384),
  - publiczne szkoły ponadpodstawowe (kod 385),
  - publiczne szkoły ponadgimnazjalne (kod 386),
  - publiczne szkoły artystyczne (kod 387),
  - niepubliczne szkoły podstawowe (kod 388),
  - niepubliczne gimnazja (kod 389),
  - niepubliczne szkoły ponadpodstawowe (kod 390),
  - niepubliczne szkoły ponadgimnazjalne (kod 391),
  - niepubliczne szkoły artystyczne (kod 392),
  - publiczne placówki systemu oświaty (kod 393),
  - niepubliczne placówki systemu oświaty (kod 394),
  - inne publiczne jednostki organizacyjne systemu oświaty (kod 395),
  - inne niepubliczne jednostki organizacyjne systemu oświaty (kod 396),
  - publiczne zespoły szkół i placówek systemu oświaty (kod 397),
  - niepubliczne zespoły szkół i placówek systemu oświaty (kod 398),
  - organy władzy, administracji rządowej (kod 401),
  - organy kontroli państwowej i ochrony prawa (kod 402),
  - wspólnoty samorządowe (kod 403),
    - związki jednostek samorządu terytorialnego
    - związki metropolitalne,

  - sądy i trybunały (kod 406),
  - Skarb Państwa (kod 409),
  - państwowe jednostki organizacyjne (kod 428),
  - gminne samorządowe jednostki organizacyjne (kod 429),
  - powiatowe samorządowe jednostki organizacyjne (kod 430),
  - wojewódzkie samorządowe jednostki organizacyjne (kod 431),
  - inne państwowe lub samorządowe osoby prawne w rozumieniu art. 9 pkt 14 ustawy z dnia 27 sierpnia 2009 r. o finansach publicznych (Dz. U. z 2013 r. poz. 885, z późn. zm. 3) (kod 439),
  - bez szczególnej formy prawnej (kod 999).

### Formy prawne przedsiębiorstw
Formy, jakie przyjmują przedsiębiorstwa w momencie rejestracji można podzielić na:
- formy krajowe, które przewidziane są w ustawodawstwie danego kraju oraz
- formy paneuropejskie, które są uregulowane w ustawodawstwie wspólnotowym i obowiązują we wszystkich krajach członkowskich Unii Europejskiej.

Wybór formy determinuje m.in. sposób rejestracji przedsiębiorstwa lub spółki oraz zasady organizacji, czyli jego strukturę organizacyjną.
Formy prawne przedsiębiorstw uregulowane jest w innym akcie prawnym.
Kodeks cywilny zawiera podstawowe zasady relacji między przedsiębiorcami, a także reguluje działalność następujących form prawnych przedsiębiorstw:
- spółka cywilna

Dalsze zasady ogólne zawiera Prawo przedsiębiorców, które ponadto obejmuje przepisy regulujące formę:
- przedsiębiorca będący osobą fizyczną.

Spółki prawa handlowego uregulowane w kodeksie spółek handlowych obejmują:
- spółki osobowe
  - spółka jawna
  - spółka partnerska
  - spółka komandytowa
  - spółka komandytowo-akcyjna
- spółki kapitałowe
  - spółka z ograniczoną odpowiedzialnością
  - prosta spółka akcyjna
  - spółka akcyjna.

Inne osoby prawne uregulowane są w dedykowanych dla nich ustawach, m.in.:
- - przedsiębiorstwo państwowe
  - stowarzyszenie rejestrowe
  - spółdzielnia
  - fundacja.

### Paneuropejskie formy prawne przedsiębiorstw
Od 1 maja 2004 roku w Polsce można również zawiązywać tzw. spółki paneuropejskie, które są uregulowane zarówno w ustawodawstwie wspólnotowym, jak i krajowym. Obejmują one takie formy prawne jak:
- spółka europejska
- europejskie zgrupowanie interesów gospodarczych
- spółdzielnia europejska
- europejska spółka prywatna
- europejska spółka wzajemna
- stowarzyszenie europejskie
- przedsiębiorstwo zbiorowego inwestowania w zbywalne papiery wartościowe.

### Oficjalnie używane skróty polskich form prawnych według krajowego ustawodawstwa
| Pełna nazwa                             | Skrót dopuszczalny                                               | Podstawa prawna                            |
| --------------------------------------- | ---------------------------------------------------------------- | ------------------------------------------ |
| spółka akcyjna                          | S.A.                                                             | Kodeks spółek handlowych, art. 305 § 2     |
| prosta spółka akcyjna                   | P.S.A.                                                           | Kodeks spółek handlowych, art. 3008 § 2    |
| spółka z ograniczoną odpowiedzialnością | sp. z o.o. lub spółka z o.o.                                     | Kodeks spółek handlowych, art. 160 § 2     |
| spółka jawna                            | sp. j.                                                           | Kodeks spółek handlowych, art. 24 § 2      |
| spółka partnerska                       | sp.p. lub zwrot po nazwie spółki: „i partner” bądź „i partnerzy” | Kodeks spółek handlowych, art. 90 §§ 2 i 3 |
| spółka komandytowa                      | sp.k.                                                            | Kodeks spółek handlowych, art. 104 § 2     |
| spółka komandytowo-akcyjna              | S.K.A.                                                           | Kodeks spółek handlowych, art. 127 § 2     |